# لسلی سوج
لسلی سوج (آلمانی: Leslie Savage; ۱۶ مارس ۱۸۹۷ – ۲۶ اوت ۱۹۷۹) شناگر اهل بریتانیا بود.
وی در مسابقات کشوری و بین‌المللی در مجموع برندهٔ ۱ مدال برنز شده‌است.